# Hemipogon harleyi
Hemipogon harleyi là một loài thực vật có hoa trong họ La bố ma. Loài này được (Fontella) Goyder mô tả khoa học đầu tiên năm 2004.